# Shirley (Massachusetts)
Shirley é uma vila localizada no condado de Middlesex no estado estadounidense de Massachusetts. No Censo de 2010 tinha uma população de 7.211 habitantes e uma densidade populacional de 174,72 pessoas por km².

## Geografia
Shirley encontra-se localizado nas coordenadas 42° 34′ 25″ N, 71° 38′ 28″ O. Segundo o Departamento do Censo dos Estados Unidos, Shirley tem uma superfície total de 41.27 km², da qual 41.07 km² correspondem a terra firme e (0.5%) 0.2 km² é água.

## Demografia
Segundo o censo de 2010, tinha 7.211 pessoas residindo em Shirley. A densidade populacional era de 174,72 hab./km². Dos 7.211 habitantes, Shirley estava composto pelo 86.16% brancos, o 8.03% eram afroamericanos, o 0.22% eram amerindios, o 2.79% eram asiáticos, o 0.08% eram insulares do Pacífico, o 0.97% eram de outras raças e o 1.75% pertenciam a duas ou mais raças. Do total da população o 7.78% eram hispanos ou latinos de qualquer raça.